# Пура Далем Агунг Падангтегал
Пура Далем Агунг Падангтегал (Големият храм на смъртта в Падангтегал) е един от трите хиндуистки храма, образуващи храмов комплекс, разположен в резервата „Свещената гора на маймуните“ (наричан обикновено „Гората на маймуните в Убуд“). Намира се в Падангтегал, Убуд, Бали, Индонезия.
Храмът се намира в югозападната част на територията на Гората на маймуните и се използва за почитане на бог Санг Хянг Видхи Васа като олицетворение на бог Шива Преобразувателя. Смята се, че е построен около 1350 г., както и другите два храма в комплекса. Храмовият комплекс играе важна роля в духовния живот на местната общност.
Отстрани на главното стълбище се виждат издълбани статуи на кралицата на вещиците Рангда с нейните стърчащи зъби, висящи гърди и дълъг език. 
Районът пред храма е дом на една от петте групи явански макаци в Гората на маймуните в Убуд.

## Галерия
- Храмът Далем Агунг Падангтегал в Свещената гора на маймуните, Убуд
- Павилион в близост до мястото за кремация
- Скулптура „Децата на вампирите“, украсяваща храма
- Вход към храма Далем Агунг Падангтегал